# Камениця-над-Нисою-Лужицкою
Камениця-над-Нисою-Лужицкою (пол. Kamienica nad Nysą Łużycką, нім. Kemnitz) — село в Польщі, у гміні Тшебель Жарського повіту Любуського воєводства.
Населення — 103 особи (2011).
У 1975-1998 роках село належало до Зеленогурського воєводства.

## Демографія
Демографічна структура станом на 31 березня 2011 року:
|          | Загалом | Допрацездатний вік | Працездатний вік | Постпрацездатний вік |
| -------- | ------- | ------------------ | ---------------- | -------------------- |
| Чоловіки | 47      | 11                 | 32               | 4                    |
| Жінки    | 56      | 10                 | 32               | 14                   |
| Разом    | 103     | 21                 | 64               | 18                   |